# Effectif actuel des Stars de Dallas
| No    | Nom                 | Nat. | Position      | Arrivée                     | Salaire        |
| ----- | ------------------- | ---- | ------------- | --------------------------- | -------------- |
| +029, | Jake Oettinger      |      | Gardien       | 2017 - Repêchage            | +04 000 000, $ |
| +041, | Scott Wedgewood     |      | Gardien       | 2022 - Coyotes de l'Arizona | +01 000 000, $ |
| +002, | Jani Hakanpää       |      | Défenseur     | 2021 - Agent libre          | +01 500 000, $ |
| +004, | Miro Heiskanen – A  |      | Défenseur     | 2017 - Repêchage            | +08 450 000, $ |
| +005, | Nils Lundkvist      |      | Défenseur     | 2022 - Rangers de New York  | +00925 000, $  |
| +006, | Colin Miller        |      | Défenseur     | 2022 - Agent libre          | +01 850 000, $ |
| +020, | Ryan Suter          |      | Défenseur     | 2021 - Agent libre          | +03 650 000, $ |
| +023, | Esa Lindell – A     |      | Défenseur     | 2012 - Repêchage            | +05 800 000, $ |
| +044, | Joel Hanley         |      | Défenseur     | 2018 - Agent libre          | +00750 000, $  |
| +010, | Ty Dellandrea       |      | Centre        | 2018 - Repêchage            | +00863 333, $  |
| +011, | Luke Glendening     |      | Centre        | 2021 - Agent libre          | +01 500 000, $ |
| +012, | Radek Faksa         |      | Centre        | 2012 - Repêchage            | +03 250 000, $ |
| +014, | Jamie Benn – C      |      | Ailier gauche | 2007 - Repêchage            | +09 500 000, $ |
| +016, | Joseph Pavelski – A |      | Centre        | 2019 - Agent libre          | +05 500 000, $ |
| +017, | Nicholas Caamano    |      | Ailier gauche | 2016 - Repêchage            | +00750 000, $  |
| +021, | Jason Robertson     |      | Ailier gauche | 2019 - Repêchage            | +07 750 000, $ |
| +022, | Matej Blümel        |      | Ailier gauche | 2022 - Agent libre          | +00925 000, $  |
| +024, | Roope Hintz         |      | Centre        | 2015 - Repêchage            | +03 150 000, $ |
| +025, | Joel Kiviranta      |      | Ailier gauche | 2019 - Agent libre          | +01 050 000, $ |
| +027, | Mason Marchment     |      | Ailier gauche | 2022 - Agent libre          | +04 500 000, $ |
| +034, | Denis Gourianov     |      | Ailier droit  | 2015 - Repêchage            | +02 900 000, $ |
| +053, | Wyatt Johnston      |      | Centre        | 2021 - Repêchage            | +00894 167, $  |
| +091, | Tyler Seguin – A    |      | Centre        | 2013 - Bruins de Boston     | +09 850 000, $ |

1. ↑  Effectif des Stars de Dallas sur stars.nhl.com
2. ↑  (en) « Dallas Stars Salary Cap », sur www.spotrac.com (consulté le 9 décembre 2016).
3. ↑  (en) « Dallas Stars », sur www.capfriendly.com (consulté le 19 avril 2022).
4. ↑  (en) « Effectif actuel des Stars de Dallas », sur Eliteprospects.com